# Орлов, Георгий Михайлович (архитектор)
Георгий Михайлович Орло́в (1901—1985) — советский, российский архитектор. Народный архитектор СССР (1970). Лауреат Сталинской премии второй степени (1951).

## Биография
Родился 26 марта (8 апреля) 1901 года года в Курске.
В 1921—1926 годах учился на архитектурном отделении инженерно-строительного факультета Московского высшего технического училища имени Н. Э. Баумана. Был учеником В. А. Веснина.
Младший инженер проектного бюро постройки института минерального сырья (1925—1926), инженер строительного отдела ВСНХ треста «Метахим», Москва (1926—1927), Управление «Днепростроя» ВСНХ. Архитектор, руководитель группы архитекторов, заведующий отделом (Москва, 1927—1932), помощник главного архитектора «Средволгостроя» (Народный комиссариат тяжёлой промышленности (НКТП), Москва, 1932—1935), главный архитектор «Чирчикстроя» НКТП (Москва, Чирчик, 1935—1936), руководитель архитектурной мастерской и заместитель главного архитектора Центрального аэрогидродинамического института (Москва, 1936—1938), главный архитектор архитектурно-проектной мастерской № 1 НКТП (Москва, 1938—1941); старший научный сотрудник Академии архитектуры СССР, заместитель директора Института градостроительства (Москва, Чимкент, 1942—1944), главный архитектор «Днепростроя» Министерства электростанций СССР (Запорожье, 1944—1951); главный архитектор Института «Гидроэнергопроект» Министерства электростанций СССР (1951—1961).
Участвовал в проектировании, строительстве (1927—1932) и восстановлении (1944—1952) «Днепрогэса», жилых районов Запорожья (1930—1936, 1938); здание управления «Днепроэнерго» (Запорожье, 1948), здание управления «Днепрогэса» (совм. с Ю. Н. Гумбургом). Проектирование Каховской (совм. с Ю. Н. Гумбургом, соавтор — А. Л. Волчик, 1951—1955), Каунасской (совм. с П. Л. Рыжиком), Братской ГЭС (руководитель авторского коллектива, 1960—1968).
С 1933 года читал лекции в Московском инженерно-строительном институте им. В. В. Куйбышева. Преподавал в Московском архитектурном институте, профессор (1969), кафедра «Промышленная архитектура (1967—1985).
Автор публикации: «О мерах по развитию стандартного домостроения» (М., 1958), «Роль архитекторов в решении задачи переустройства сельских населённых мест» (Краснодар, 1968). Статьи в периодических изданиях, посвящённые проблемам промышленной архитектуры и архитектуры жилища.
Был членом творческой организации конструктивистов «Объединение современных архитекторов» (ОСА), входил редакцию в журнала ОСА «Современная архитектура».
Действительный член Академии строительства и архитектуры СССР (1956—1963). Вице-президент Академии строительства и архитектуры СССР (1962—1963), первый секретарь правления Союза архитекторов СССР (1963—1981), президент Международного Союза архитекторов (1972—1975), действительный член АХ СССР (с 1979).
Скончался 16 апреля 1985 года В Москве. Похоронен в колумбарии Новодевичьего кладбища.

### Семья
- Супруга — Ирина Орлова-Купецио (1908—1992), архитектор, художник и дизайнер [2], сестра художницы Ксении Купецио.

## Награды и звания
- Народный архитектор СССР (1970)
- Сталинская премия второй степени (1951) — за коренное усовершенствование методов работы при восстановлении Днепрогэса имени В. И. Ленина
- Государственная премия РСФСР в области архитектуры (1969) — за архитектуру комплекса Братской ГЭС на Ангаре
- Два ордена Ленина:

1. 10.09.1939 — за «отличное и досрочное выполнение правительственного задания по строительству особых объектов промышленности»

- Орден Октябрьской революции[3]
- Орден Трудового Красного знамени[3]
- Орден «Знак Почёта»[3]
- Медаль «В память 800-летия Москвы»
- Медаль «В ознаменование 100-летия со дня рождения Владимира Ильича Ленина»
- Медаль «За доблестный труд в Великой Отечественной войне 1941—1945 гг.»

## Постройки
- Государственный театр в Самарканде (1927)
- ГЭС на реке Буг (1932)
- Каховская ГЭС (1951—1957)
- Кременчугская ГЭС (1955)
- Каунасская ГЭС (1960)
- Братская ГЭС (1960—1968).

Конкурсные проекты: 
- Здание проектирующих организаций для Харькова (1930)
- Малометражные квартиры (1944)
- Жилые секции для южных районов (1947)
- Проект застройки с памятником В. И. Ленину в Запорожье — общественный центр (совм. с И. Т. Орловой-Купецио, 1949)
- Памятник неизвестному солдату на «Днепрогэсе» (1951)
- Памятник Ф. Г. Логинову — начальнику строительства Днепровского гидроузла (1959).

## Профессиональные членства
- Почётный член Бразильского института архитектуры (с 1967)
- Почётный член Союза архитекторов Мексики (с 1969)
- Почётный член Высшей коллегии архитекторов Испании (1970)
- Член-корреспондент Академии архитектуры Франции (1971)
- Почётный член Американского института архитектуры (1972)
- Почётный член Института архитекторов Канады (1974)
- Почётный член Союза болгарских архитекторов.
- Почётный член Союза архитекторов Венгрии (1976)
- Почётный член Союза архитекторов Болгарии (1978).

## Увековеченье памяти

Мемориальная доска Орлову Г. М. в Курске

- 1 октября 2001 года, на 100-летие со дня рождения, в Курске на здании в котором ранее было Курское отделение Союза архитекторов была открыта мемориальная доска (архитектор Холодова Е. В., скульпторы Бартенев В., Третьяков С. ). Вторая мемориальная доска была установлена на доме где родился Г. Орлов.
- Мемориальная доска на Доме 5 по Ростовской набережной